# Rodolfo Dubó
Rodolfo Dubó (Punitaqui, 11 settembre 1953) è un ex calciatore cileno, di ruolo centrocampista.